# Головченко, Григорий Дмитриевич
Григорий Дмитриевич Голо́вченко (1913 — 1985) — Герой Социалистического Труда, комбайнёр МТС имени Г. И. Петровского.

## Биография
Родился 1 февраля 1913 года в посёлке Акбулак (ныне Оренбургская область) в крестьянской семье.
В 1928 году окончил начальную школу.
Свою трудовую деятельность начал извозчиком, затем молотобойцем в деповской кузнице. Окончив курсы стал механизатором. В начале 1930-х годов служил в Красной армии. Вернувшись, стал комбайнёром, в 1939—1967 годы работал на МТС имени Г. И. Петровского. Ещё до Великой Отечественной войны был делегатом на Всесоюзном совещании комбайнёров в Кремле.
Во время Великой Отечественной войны работал на комбайне, и первым применил сцеп двух комбайнов на уборке урожая. В 1949 году, накосив хлеба с 3100 гектаров, сэкономил почти тонну горючего.
Выступал на семинарах, областном совещании механизаторов, писал статьи в газеты.
А в 1953 году со своими помощниками сцепом двух комбайнов «Сталинец-6» убрал за сезон 4000 гектаров, намолотив 33545 центнеров зерна, сэкономив при этом более пяти тонн горючего.
Комбайнёром работал до 1967 года, позже переехал на постоянное место жительства в Оренбург.
Скончался 21 августа 1985 года, похоронен на Южном кладбище Оренбурга.

## Награды
:
- Сталинская премия третьей степени (1951) — за усовершенствование методов работы на зерновых комбайнах «за усовершенствование сельскохозяйственной техники и методов работы на зерновых комбайнах»;
- орден Трудового Красного Знамени (20.2.1951)
- медаль «За трудовую доблесть» (18.6.1952)
- Герой Социалистического Труда с золотой медалью Серп и Молот — за трудовой героизм, проявленный на уборке урожая»;
- два ордена Ленина (27.3.1954; 11.1.1957)